# Peter Packay
Peter Packay (eigentlich Pierre Paquay; * 8. August 1904 in Brüssel; † 26. Dezember 1965) war ein belgischer Jazztrompeter (auch Posaunist), Komponist und Arrangeur.
Packay besuchte das humanistische Gymnasium in St. Gilles und begann zunächst eine Ausbildung zum Ingenieur. 1924 fing er an, autodidaktisch Trompete zu lernen und spielte dann in einem Amateurorchester, den Variety Ramblers. 1927 gründete er mit David Bee die Formation The Red Beans, mit der er in Italien, Spanien, der Schweiz und den Niederlanden tourte. Im April 1928 arbeitete er in Berlin als Arrangeur für John Muzzi, als Komponist und Arrangeur für Billy Arnold; im Sommer 1928 leitete er in London die Studioband The Red Robins. In den 30er Jahren arbeitete er in Brüssel mit der Formation Bistrouille A.D.O. (Amateur Dance Orchestra; Aufnahmen für Columbia) und in Mailand mit dem Orchestra Jazz Columbia. 1936 nahm er in Brüssel erstmals unter eigenem Namen auf (Packay’s Swing Academy); es folgten Aufnahmesessions in Bigband-Besetzung für die Plattenfirmen Regina („8 Bars in Search of a Melody“ 1936), Studio de disque und das Label des Jazz Club de Belge.
In den frühen 1940er Jahren arbeitete Packay als Musiker und Arrangeur in dem Tanzorchestern von Eddie Tower (1940), Jean Omer (1942), Ernst van’t Hoff (1943/44), Bobby Naret und Gene Dersin (1944) an, in Berlin mit dem Orchester von Willi Stech (1942/43). Im Bereich des Jazz war er zwischen 1928 und 1944 an 43 Aufnahmesessions beteiligt. Packay schrieb mit David Bee eine Reihe von Jazzkompositionen, darunter „Avignon“, „Baby Lou“, „Charleston Daisy“ und „Vladivostok“, ferner „Gotta Date in Louisiana“ (mit Jim McKibum und Glen Powell), den Django Reinhardt einspielte. In der Nachkriegszeit betätigte er sich vorwiegend als Komponist und Arrangeur.